# Vakantiereisje
Vakantiereisje is een hoorspel van Ivor Wilson. Time to Go Home werd op 1 december 1971 door de BBC uitgezonden. Het werd vertaald door Paul Vroom. De TROS zond het uit op woensdag 27 juni 1973 (met een herhaling op woensdag 23 juli 1975). De regisseur was Harry Bronk. De uitzending duurde 50 minuten.

## Rolbezetting
- Bert Dijkstra (Michael Craig)
- IJda Andrea (Elizabeth Downing)
- Dogi Rugani (miss Semple)
- Corry van der Linden (Vivienne Jennings)
- Willy Ruys (kolonel Daventry)
- Tom van Beek (Poole)
- Tonny Foletta (Braybrook)
- Frans Vasen (chauffeur)

## Inhoud
Dit hoorspel laat zien hoe mensen op elkaar reageren die voor een bepaalde tijd op elkaars gezelschap zijn aangewezen. Elizabeth Downing heeft een merkwaardige argumentatie voor haar deelname aan een groepsreis: “ieder jaar ga ik met dit soort reizen mee en hoe afschuwelijk ze ook zijn geweest, toch kom ik elk jaar terug om een nieuwe straf te ondergaan.” Ze typeert het gezelschap op haar eigen manier: “Een doorsnee gezelschap. De Baybrooks zijn niet te harden, kolonel Daventry slooft zich uit tegenover die slome secretaresse en Miss Semple maakt ons allemaal gek met haar gegiechel en gegluur. Haar ontgaat nu ook letterlijk niets.” Er zijn genoeg vreemde mensen bij elkaar om vreemde dingen te verwachten. Het opvallendst is misschien nog wel de dood van Miss Semple…”